# Narathura talauta
Narathura talauta är en fjärilsart som beskrevs av Evans 1957. Narathura talauta ingår i släktet Narathura och familjen juvelvingar. Inga underarter finns listade i Catalogue of Life.